# Kreekrijk
Kreekrijk is een wijk in aanbouw in het Nederlandse lintdorp Assendelft, gemeente Zaanstad. De wijk ligt in het noordwesten van de gemeente Zaanstad, dicht bij de A8/N203, en grenst onder andere aan de Vinex-wijk Saendelft (in het bijzonder Parkrijk) aan de zuidoostzijde en het spoor (van het Station Krommenie-Assendelft, traject Alkmaar-Amsterdam) aan de noordoostzijde. De wijknaam 'Kreekrijk' is ontleend aan de kreekrug die door de polder tussen Saendelft en Busch en Dam loopt en de status van een beschermd monument heeft.  
Kreekrijk wordt als de laatste grote uitleglocatie van de gemeente Zaanstad aangemerkt. Naar verwachting worden in fases tussen de 900 en 950 woningen gebouwd, zowel koop- als huurwoningen. De bouw van de wijk begon in 2017 en moet rond 2027 zijn voltooid. De eerste woningen zijn in 2019 opgeleverd.

## Straatnamen
In 2022 nam de gemeente een besluit inzake de benoeming van de infrastructuur in de wijk. Er werd gekozen voor gras- en plantennamen. In eerdere fases werd al gekozen voor Kamgras en Beemdgras, terwijl in de nieuwe fase de straten Andoorn, Knopbies, Liesgras, Pitrus, Raaigras, Schapengras, Vlotgras, Waterbies en Zwenkgras bijkomen.
Noord-Holland: Steden en dorpen in Noord-Holland      Nederland: Provincies · Gemeenten